# TNK
TNK Co., Ltd. (株式会社ティー・エヌ・ケー Kabushiki-gaisha Tii Enu Kee?) es un estudio de animación japonés fundado el 29 de enero de 1999, cuya sede se encuentra en Nerima, Tokio, Japón.
Hasta la fecha han producido series muy exitosas; entre ellas Kannazuki no Miko, School Days, UFO Ultramaiden Valkyrie y High School DxD.

## Trabajos

### Series de televisión
| Año  | Título                                                     | Director(es)       | Fecha de primera transmisión | Fecha de última transmisión | Eps. | Notas | Refs.         |
| ---- | ---------------------------------------------------------- | ------------------ | ---------------------------- | --------------------------- | ---- | --- | ------------- |
| 2000 | Hand Maid May                                              | Shin'ichirō Kimura | 6 de julio de 2000           | 22 de septiembre de 2000    | 10   | Historia original.                                                                                          | [ 1 ]         |
| 2001 | I My Me! Strawberry Eggs                                   | Yūji Yamaguchi     | 4 de julio de 2001           | 26 de septiembre de 2001    | 13   | Historia original.                                                                                          |               |
| 2001 | Magical Meow Meow Taruto                                   | Tsukasa Sunaga     | 5 de julio de 2001           | 27 de septiembre de 2001    | 12   | Historia original. Coproducción junto a Madhouse.                                                           |               |
| 2002 | G-On Riders                                                | Shin'ichirō Kimura | 7 de julio de 2002           | 1 de octubre de 2002        | 13   | Historia original. Coproducción junto a Shaft.                                                              |               |
| 2002 | UFO Princess Valkyrie                                      | Shigeru Ueda       | 4 de julio de 2002           | 19 de septiembre de 2002    | 12   | Adaptación del manga escrito e ilustrado por Kaishaku.                                                      |               |
| 2003 | L/R: Licensed by Royalty                                   | Itsurō Kawasaki    | 8 de enero de 2003           | 26 de marzo de 2003         | 12   | Historia original.                                                                                          |               |
| 2003 | Mōsō Kagaku Series: Wandaba Style                          | Nobuhiro Takemoto  | 5 de abril de 2003           | 21 de junio de 2003         | 12   | Historia original.                                                                                          |               |
| 2003 | UFO Princess Valkyrie 2: Juunigatsu no Yasoukyoku          | Nobuhiro Takagi    | 4 de octubre de 2003         | 20 de diciembre de 2003     | 12   | Secuela de UFO Princess Valkyrie.                                                                           |               |
| 2004 | Kannazuki no Miko                                          | Tetsuya Yanagisawa | 2 de octubre de 2004         | 18 de diciembre de 2004     | 12   | Adaptación del manga escrito e ilustrado por Kaishaku.                                                      |               |
| 2004 | Ryūsei Sentai Musumet                                      | Shigeru Kimiya     | 3 de octubre de 2004         | 26 de diciembre de 2004     | 13   | Historia original.                                                                                          |               |
| 2006 | Rakugo Tennyo Oyui                                         | Yoshihiro Takamoto | 5 de enero de 2006           | 23 de marzo de 2006         | 12   | Historia original.                                                                                          |               |
| 2006 | Lovedol: Lovely Idol                                       | Keitarō Motonaga   | 2 de octubre de 2006         | 18 de diciembre de 2006     | 12   | Adaptación de la novela visual desarrollada por Navel. Coproducción junto a AIC ASTA.                       |               |
| 2007 | Kyōshirō to Towa no Sora                                   | Tetsuya Yanagisawa | 5 de enero de 2007           | 23 de marzo de 2007         | 12   | Adaptación del manga escrito e ilustrado por Kaishaku.                                                      |               |
| 2007 | School Days                                                | Keitarō Motonaga   | 3 de julio de 2007           | 27 de septiembre de 2007    | 12   | Adaptación de la novela visual desarrollada por 0verflow.                                                   |               |
| 2008 | Akaneiro ni Somaru Saka                                    | Keitarō Motonaga   | 2 de octubre de 2008         | 18 de diciembre de 2008     | 12   | Adaptación de la novela visual desarrollada por Feng.                                                       |               |
| 2010 | Ikkitōsen: Xtreme Xecutor                                  | Kōichi Ōhata       | 26 de abril de 2010          | 11 de junio de 2010         | 12   | Secuela de Ikkitōsen: Great Guardians.                                                                      | [ 2 ]         |
| 2012 | High School DxD                                            | Tetsuya Yanagisawa | 6 de enero de 2012           | 23 de marzo de 2012         | 12   | Adaptación de la novela ligera escrita por Ichiei Ishibumi e ilustrada por Miyama-Zero.                     | [ 3 ]         |
| 2013 | High School DxD New                                        | Tetsuya Yanagisawa | 7 de julio de 2013           | 22 de septiembre de 2013    | 12   | Secuela de High School DxD OVA.                                                                             | [ 4 ]         |
| 2014 | Kenzen Robo Daimidaler                                     | Tetsuya Yanagisawa | 5 de abril de 2014           | 21 de junio de 2014         | 12   | Adaptación del manga escrito e ilustrado por Asaki Nakama.                                                  | [ 5 ]         |
| 2014 | Seirei Tsukai no Blade Dance                               | Tetsuya Yanagisawa | 14 de julio de 2014          | 29 de septiembre de 2014    | 12   | Adaptación de la novela ligera escrita por Yū Shimizu e ilustrada por Hanpen Sakura.                        | [ 6 ]         |
| 2015 | High School DxD BorN                                       | Tetsuya Yanagisawa | 4 de abril de 2015           | 20 de junio de 2015         | 12   | Secuela de High School DxD New: Oppai, Tsutsumimasu!.                                                       | [ 7 ]         |
| 2017 | Sin: Nanatsu no Taizai                                     | Kinji Yoshimoto    | 15 de abril de 2017          | 29 de julio de 2017         | 12   | Adaptación del manga ilustrado por Ururihi. Coproducción junto a Artland.                                   | [ 8 ]         |
| 2018 | Dorei-ku The Animation                                     | Ryōichi Kuraya     | 13 de abril de 2018          | 29 de junio de 2018         | 12   | Adaptación del manga escrito por Shin'ichi Okada e ilustrado por Hiroto Ōishi. Coproducción junto a Zero-G. | [ 9 ]         |
| 2018 | Senran Kagura Shinovi Master: Tokyo Yōma-hen               | Tetsuya Yanagisawa | 12 de octubre de 2018        | 28 de diciembre de 2018     | 12   | Secuela de Senran Kagura.                                                                                   | [ 10 ]        |
| 2019 | Kandagawa Jet Girls                                        | Hiraku Kaneko      | 8 de octubre de 2019         | 7 de enero de 2020          | 12   | Parte de un proyecto multimedia creado por Kadokawa, Marvelous y Egg Firm.                                  | [ 11 ]        |
| 2021 | Kaifuku Jutsushi no Yarinaoshi                             | Takuya Asaoka      | 13 de enero de 2021          | 31 de marzo de 2021         | 12   | Adaptación de la novela ligera escrita por Rui Tsukiyo e ilustrada por Shiokonbu.                           | [ 12 ]        |
| 2022 | Futoku no Guild                                            | Takuya Asaoka      | 5 de octubre de 2022         | 21 de diciembre de 2022     | 12   | Adaptación del manga escrito e ilustrado por Taichi Kawazoe.                                                | [ 13 ] [ 14 ] |
| 2024 | VTuber nanda ga Haishin Kiriwasuretara Densetsu ni Natteta | Takuya Asaoka      | 7 de julio de 2024           | 22 de septiembre de 2024    | 12   | Adaptación de la novela ligera escrita por Nana Nanato e ilustrada por Siokazunoko.                         | [ 15 ]        |
| —    | Ma no Mono-tachi wa Kuwadateru                             | Takuya Asaoka      | —                            | —                           | —    | Adaptación del manga escrito por Takuji Katō e ilustrado por Gashigashi.                                    | [ 16 ]        |

### ONAs
| Año  | Título                            | Director(es)    | Fecha de primera transmisión | Fecha de última transmisión | Eps. | Notas | Refs.  |
| ---- | --------------------------------- | --------------- | ---------------------------- | --------------------------- | ---- | --- | ------ |
| 2011 | Busō Shinki Moon Angel            | Masayuki Kojima | 7 de septiembre de 2011      | 26 de enero de 2012         | 10   | Animación creada para coincidir con el lanzamiento del segundo videojuego de PSP, 'Busou Shinki Battle Masters Mk. 2. Coproducción junto a Kinema Citrus. | [ 17 ] |
| 2017 | Sin: Nanatsu no Taizai Zange-roku | Kinji Yoshimoto | 14 de abril de 2017          | 31 de julio de 2017         | 12   | Cortos basados en Sin: Nanatsu no Taizai. | [ 18 ] |

### OVAs
| Año  | Título                                                        | Director(es)       | Fecha de primera transmisión | Fecha de última transmisión | Eps. | Notas                                                                                   | Refs.  |
| ---- | ------------------------------------------------------------- | ------------------ | ---------------------------- | --------------------------- | ---- | --------------------------------------------------------------------------------------- | ------ |
| 2002 | Cosplay Complex                                               | Shin'ichirō Kimura | 25 de mayo de 2002           | 26 de octubre de 2002       | 3    | Historia original.                                                                      | [ 19 ] |
| 2003 | Mōsō Kagaku Series: Wandaba Style - Mix Juice no Tsukurikata  | Nobuhiro Takemoto  | 28 de agosto de 2003         | 28 de agosto de 2003        | 1    | Historia original.                                                                      | [ 19 ] |
| 2004 | Cosplay Complex: Extra Identification                         | Shin'ichirō Kimura | 3 de julio de 2004           | 3 de julio de 2004          | 1    | Historia original.                                                                      | [ 19 ] |
| 2005 | UFO Princess Valkyrie 3: Seiresetsu no Hanayome               | Yoshihiro Takamoto | 25 de mayo de 2005           | 25 de octubre de 2005       | 6    | Secuela de UFO Princess Valkyrie 2: Jūnigatsu no Yasōkyoku.                             | [ 19 ] |
| 2005 | Papa to Kiss in the Dark                                      | Asumi Matsumura    | 23 de noviembre de 2005      | 21 de diciembre de 2005     | 2    | Adaptación de la novela ligera escrita por Nana Nanato e ilustrada por Siokazunoko.     | [ 19 ] |
| 2005 | Itsudatte My Santa!                                           | Noriyuki Nakamura  | 7 de diciembre de 2005       | 7 de diciembre de 2005      | 2    | Adaptación del manga escrito e ilustrado por Ken Akamatsu.                              | [ 19 ] |
| 2006 | UFO Princess Valkyrie 4: Toki to Yume to Ginga no Utage       | Yoshihiro Takamoto | 21 de julio de 2006          | 25 de octubre de 2006       | 2    | Secuela de UFO Princess Valkyrie 3: Seiresetsu no Hanayome.                             | [ 19 ] |
| 2007 | Lovedol: Lovely Idol OVA                                      | Keitarō Motonaga   | 28 de marzo de 2007          | 28 de marzo de 2007         | 1    | Secuela de Lovedol: Lovely Idol.                                                        | [ 19 ] |
| 2008 | School Days: Valentine Days                                   | Keitarō Motonaga   | 17 de enero de 2008          | 17 de enero de 2008         | 1    | Adaptación de la novela visual desarrollada por 0verflow.                               | [ 19 ] |
| 2008 | School Days: Magical Heart Kokoro-chan                        | Keitarō Motonaga   | 26 de marzo de 2008          | 26 de marzo de 2008         | 1    | Adaptación de la novela visual desarrollada por 0verflow.                               | [ 19 ] |
| 2012 | High School DxD OVA                                           | Tetsuya Yanagisawa | 6 de septiembre de 2012      | 31 de mayo de 2013          | 2    | Secuela de High School DxD.                                                             | [ 19 ] |
| 2015 | High School DxD New: Oppai, Tsutsumimasu!                     | Tetsuya Yanagisawa | 10 de marzo de 2015          | 10 de marzo de 2015         | 1    | Secuela de High School DxD New.                                                         | [ 19 ] |
| 2015 | High School DxD BorN: Yomigaeranai Fushichō                   | Tetsuya Yanagisawa | 9 de diciembre de 2015       | 9 de diciembre de 2015      | 1    | Secuela de High School DxD BorN.                                                        | [ 19 ] |
| 2020 | Kandagawa Jet Girls: Koko kara Hajimaru Tokyo Girls Promotion | Hiraku Kaneko      | 24 de enero de 2020          | 24 de enero de 2020         | 1    | OVA que se lanzó como complemento al videojuego Kandagawa Jet Girls para PlayStation 4. | [ 19 ] |

### Especiales
| Año  | Título                                                                                | Director(es)       | Fecha de primera transmisión | Fecha de última transmisión | Eps. | Notas                                                                                                   | Refs.  |
| ---- | ------------------------------------------------------------------------------------- | ------------------ | ---------------------------- | --------------------------- | ---- | --- | ------ |
| 2003 | UFO Princess Valkyrie: Shichiten Battō Hanayome Shūgyō                                | Tetsuya Yanagisawa | 23 de agosto de 2003         | 23 de agosto de 2003        | 1    | Historia original de UFO Princess Valkyrie.                                                             | [ 19 ] |
| 2007 | Kyōshirō to Towa no Sora Specials                                                     | Tetsuya Yanagisawa | 25 de abril de 2007          | 21 de septiembre de 2007    | 6    | Cortometrajes especiales centrados en las relaciones de los personajes.                                 | [ 19 ] |
| 2009 | Akaneiro ni Somaru Saka: Hardcore                                                     | Keitarō Motonaga   | 26 de junio de 2009          | 26 de junio de 2009         | 1    | Adaptación de la novela visual desarrollada por Feng.                                                   | [ 19 ] |
| 2012 | High School DxD Specials                                                              | Tetsuya Yanagisawa | 21 de marzo de 2012          | 29 de agosto de 2012        | 6    | Una serie de especiales que se incluyeron en el DVD y Blu-ray de HighSchool DxD.                        | [ 19 ] |
| 2014 | Kenzen Robo Daimidaler Specials                                                       | Tetsuya Yanagisawa | 25 de julio de 2014          | 24 de diciembre de 2014     | 6    | Especiales incluidos con cada volumen DVD y Blu-ray de Kenzen Robo Daimidaler.                          | [ 19 ] |
| 2014 | Seireitsukai no Blade Dance Specials                                                  | Tetsuya Yanagisawa | 8 de octubre de 2014         | 4 de marzo de 2015          | 6    | Especiales incluidos con cada volumen DVD y Blu-ray de Seireitsukai no Blade Dance.                     | [ 19 ] |
| 2015 | High School DxD BorN: Ishibumi Ichiei Kanzen Kanshū! Mōsō Bakuyō Kaijo Original Video | Tetsuya Yanagisawa | 24 de julio de 2015          | 27 de enero de 2016         | 6    | Especiales incluidos con cada volumen DVD y Blu-ray.                                                    | [ 19 ] |
| 2017 | Sin: Nanatsu no Taizai Zange-roku Specials                                            | Kinji Yoshimoto    | 28 de junio de 2017          | 20 de diciembre de 2017     | 7    | Episodios 13 y 19 de Sin: Nanatsu no Taizai Zange-roku incluidos en el en lanzamiento en DVD y Blu-ray. | [ 19 ] |

## Otras series
TNK ha estado involucrado en la realización de otras series, incluyendo Asatte no Houkou, Cowboy Bebop: Knockin' on Heaven's Door, Honey and Clover, Jyu Oh Sei, Karin, Planetes y R.O.D the TV.